# Rocca Santo Stefano
Rocca Santo Stefano – miejscowość i gmina we Włoszech, w regionie Lacjum, w prowincji Rzym.
Według danych na rok 2004 gminę zamieszkiwało 1009 osób, 112,1 os./km².